# Centre letton d'oncologie
La centre letton d'oncologie (en letton : Latvijas Onkoloģijas centrs) est un hôpital situé dans le voisinage de Mežciems à Rīga en Lettonie.

## Présentation
Le Centre d'oncologie est une unité hospitalière de l'hôpital universitaire de l'Est de Riga (RAKUS).
Situé au 4, Hipoprāta iela, le Centre d'oncologie est spécialisé dans les traitements oncologiques et hématologiques.

## Galerie

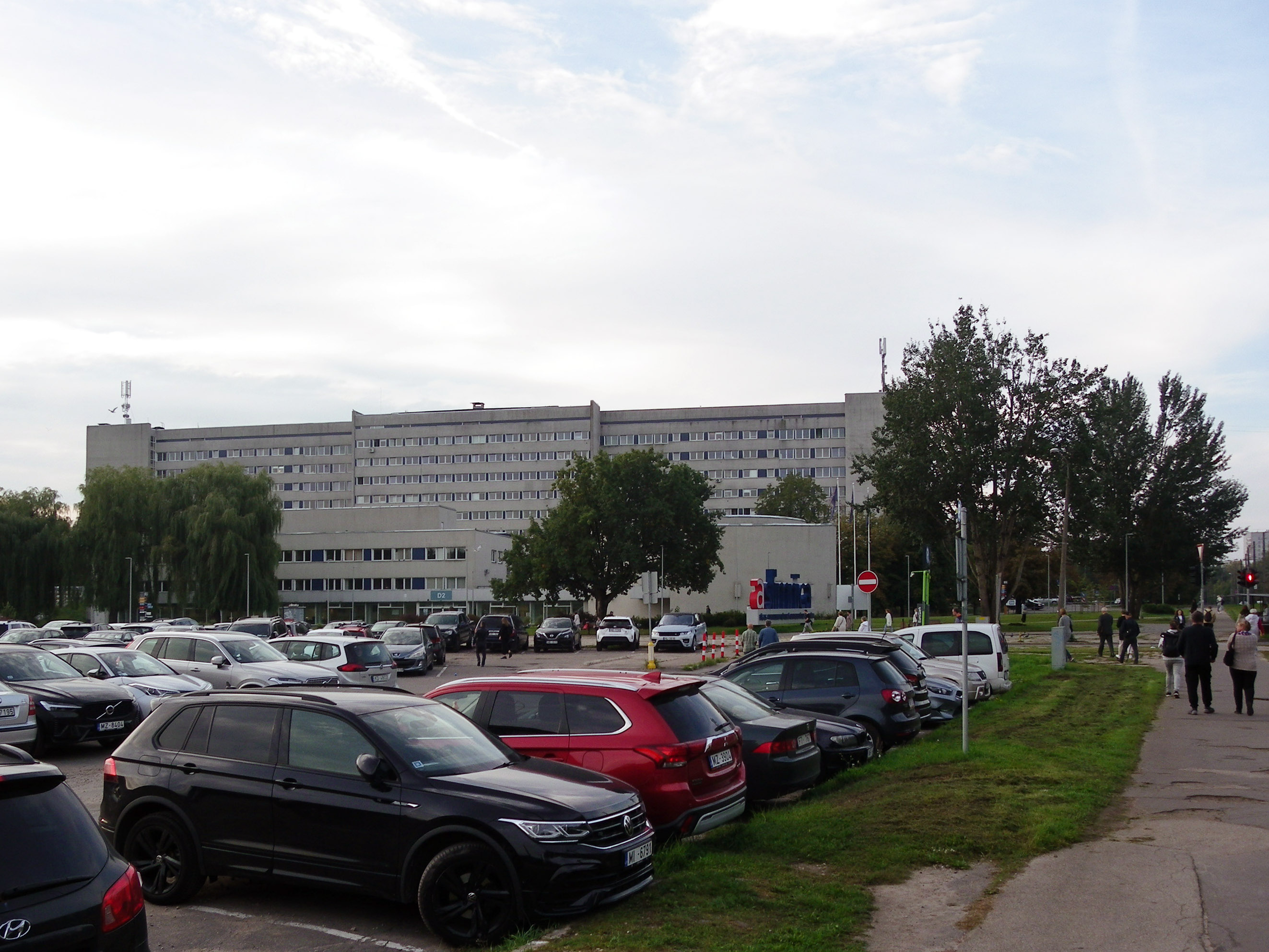

## Histoire
L'hôpital actuel a été ouvert en 1984, lorsque le dispensaire d'oncologie de la Republique, situé depuis 1939 rue Talsu 7a à Āgenskalns, a déménagé pour s'installer dans le bâtiment nouvellement construit de neuf étages avec 420 lits. 
Le complexe comprenait également une extension de deux étages pour le bloc d'accueil et de chirurgie, ainsi qu'un bâtiment polyclinique.
Le 2 mars 1984, le dispensaire d'oncologie de la République a été inauguré à l'hôpital Gaiļezers. 
le dispensaire était équipé de laboratoires et de bureaux dotés d'équipements et d'installations de diagnostic et de traitement uniques, de six salles d'opération et de chambres de un à quatre lits.
Depuis 1986, le dispensaire est la clinique de l'Institut letton de médecine expérimentale et clinique.
En 1992, le dispensaire oncologique de la ville de Riga a fusionné avec le dispensaire oncologique de la République et en 1993, les deux institutions combinées ont été rebaptisées Centre letton d'oncologie avec deux hôpitaux oncologiques à Daugavpils et Liepāja.
En 2005, le centre letton d'oncologie rejoint l'hôpital Linezers et l'hôpital Biķernieki (lv) dans le cadre de l'hôpital universitaire de l'Est de Riga.
Depuis 2007, le Centre letton d'oncologie fait partie des unités hospitalières de l'hôpital universitaire de l'Est de Riga.